# Альптекин, Иса Юсуф
И́са Ю́суф А́льптекин (уйг. ئەيسا يۈسۈپ ئالپتېكىن' (عيسى يوسف الپتگین или عيسى يوسف الپتكین); тур. İsa Yusuf Alptekin; кит. 艾萨·玉素甫·阿布甫泰肯; пиньинь Àisà Yùsùfǔ Ābùfǔtàikěn; 1901, Янгигисар, Синьцзян, Империя Цин — 17 декабря 1995, Стамбул, Турция) известный в Китае как Ай Ша (кит. 艾沙伯克; пиньинь Àishābókè) — уйгурский националист и пантюркский политик, служивший режиму китайских националистов и выступавший против Первой и Второй республик Восточного Туркестана. Когда Восточный Туркестан (Синьцзян) перешёл под контроль коммунистического Китая в 1949 году, его выгнали с Китая.
В период 1933—1934 г. занимал должность генерального секретаря Национального собрания Исламской республики Восточный Туркестан. В отличие от большинства деятелей республики, склонявшихся к сотрудничеству с коммунистами, Альптекин был последовательным антикоммунистом, и сотрудничал с Гоминьданом.
После победы коммунистов в 1949 г. он скрывался в индийской части Кашмира, а затем бежал в Турцию в 1954 году. Там он получил турецкое гражданство. Находясь в Турции, Альптекин продолжал сотрудничать с Гоминьданом на Тайване. Также поддерживал тесные отношения с лидером турецких националистов А. Тюркешем.
Скончался 17 декабря 1995 года в Стамбуле в возрасте 94 лет. В торжественном похоронном шествии приняли участие около миллиона человек.
Иса Альптекин — отец политика Эркина Альптекина, который живёт в Германии.